# 无情 (歌曲)
无情是加拿大歌手威肯的一首歌曲，收錄於他的第四張錄音室專輯《黑潮時刻》。歌曲於2019年11月27日作為專輯的首支單曲由XO唱片與聯眾唱片發行。威肯與歌曲本身的製作人梅特罗·布明、伊蘭傑洛與德雷·穆恩共同創作歌曲。歌曲發行次週登上美國《告示牌》百強單曲榜第1位，成為威肯於當地的第四支冠軍單曲。迎來美國饒舌歌手利尔·乌兹·弗特客串的歌曲蒸气波重混版於2020年3月23日隨著專輯的豪華版一同發行。

## 背景與發行
2018年11月，威肯在表演途中向觀眾透露「第六章」即將來臨，以揭示正在製作新專輯。其後威肯於2019年發行多首合作單曲，並在8月6日向歌迷再次確認正在製作他的第四張錄音室專輯。在經過一輪沉寂後，威肯的單曲夺目光芒於11月24日在梅賽德斯-賓士的電視廣告中率先亮相。一天後威肯在封面照片流出後公佈了无情的發行消息。歌曲其後於2019年11月27日在威肯的「別忘記你終有一死」Beats 1電台節目第七集中首次公開。在接受《CR Men》的訪問中，威肯確認了无情是他自2018年的迷你專輯《致親愛的憂愁》後第一首為第四張錄音室專輯《黑潮時刻》創作的第一首歌。

## 歌詞
无情的歌詞靈感來自於威肯的前女友貝拉·哈蒂德跟赛琳娜·戈麦斯。在歌曲的第一節中，威肯唱出自己跟她們分手後回到原本的花花公子生活模式。在歌曲的後半部分中，威肯再唱出自己與哈蒂德離離合合的戀人關係。

## 專業評價
歌曲於發行前後獲得樂評家正面的評價，其中包括讚揚威肯的聲樂跟歌曲的製作。雜誌《Complex》把歌曲評為2019年的第39佳歌曲。在評論歌曲於榜單的位置時，傑西卡·麥金尼讚賞了它的製作跟獨特的氛圍。2020年3月6日，《娱乐周刊》把无情評為威肯生涯中第11佳的單曲，指「歌曲的一切都是如此龐大」。

## 商業成績
无情於2019年12月7日當週空降美國《告示牌》百強單曲榜第32位，成為該週最高空降排名的單曲。歌曲於次週躍升31位至榜單第1位，成為威肯於當地的第四支冠軍單曲。然而於2019年12月21日當週，歌曲下跌16位至榜單第17位，成為榜單建立61年以來從冠軍位置下跌跌幅最大的單曲。
在《滾石》百強單曲榜中，歌曲發行首週空降榜第14位，僅以兩天的成績便獲得1,110萬次串流播放量。歌曲於發行次週躍升至第1位，成為威肯於該榜的首支冠軍單曲。
在加拿大，无情最高登上加拿大百强单曲榜第3位。在英國，歌曲最高登上單曲榜第10位，成為威肯第七支打進當地榜單前10位的單曲。

## 音樂錄影帶
歌曲的豎版歌詞錄影帶於2019年12月2日發佈。錄影帶於拉斯维加斯的廣場賭場飯店拍攝。歌曲的正式音樂錄影帶於2019年12月3日公開。錄影帶同樣於拉斯维加斯取景，並由威肯與梅特罗·布明演出。在錄影帶中，威肯跟布明酒醉後闖進賭場跟派對，並在舔過青蛙後開始產生幻覺。錄影帶以威肯在弗蒙街奔跑跟嘔吐結束。錄影帶由安東·塔米執導，並受到經典邪典電影《賭城風情畫》啟發。

## 現場表演
威肯於2019年12月5日在《斯蒂芬·科尔伯特晚间秀》首次進行无情的現場表演。威肯在埃德·沙利文劇院後台，身處可彎曲跟移動的牆壁間演唱了歌曲。

## 製作名單
資料來自威肯官方網站與Tidal。
- 威肯 – 聲樂、詞曲創作、製作、編程、電子琴
- 梅特罗·布明 – 詞曲創作、製作、編程、電子琴
- 伊蘭傑洛（英语：Illangelo） – 詞曲創作、製作、編程、電子琴、工程、混音
- 德雷·穆恩（英语：Dre Moon） – 詞曲創作、聯合製作
- 神山伸 – 工程
- 大衛·庫奇 – 母帶
- 凱文·皮特森 – 母帶

## 銷售榜單
| 榜單（2019－20年）                       | 最高 位置 |
| ---------------------------------------- | --------- |
| 澳大利亚（澳大利亚唱片业协会單曲榜）     | 10        |
| 澳大利亚（澳大利亚唱片业协会城市榜）     | 4         |
| 奥地利（Ö3四十强单曲榜）                 | 44        |
| 比利时佛兰德（Ultratop五十强单曲榜）     | 49        |
| 比利时瓦隆（Ultratip榜外單曲榜）         | 7         |
| 加拿大（Canadian Hot 100）               | 3         |
| 加拿大（《告示牌》Canada CHR）           | 6         |
| 加拿大（《告示牌》Canada Hot AC）        | 32        |
| 捷克共和國（電台百大單曲榜）             | 53        |
| 捷克共和國（百強數位單曲榜）             | 9         |
| 芬兰（芬蘭官方單曲榜）                   | 9         |
| 法國（法國唱片出版業公會）               | 69        |
| 德国（德國官方單曲榜）                   | 36        |
| 希臘（國際唱片業協會希臘分會國際單曲榜） | 1         |
| 匈牙利（四十強單曲榜）                   | 28        |
| 匈牙利（四十強串流榜）                   | 12        |
| 愛爾蘭（愛爾蘭唱片音樂協會）             | 13        |
| 意大利（意大利音乐产业联盟）             | 79        |
| 拉脫維亞（國際唱片業協會）               | 5         |
| 黎巴嫩（黎巴嫩官方二十强榜）             | 16        |
| 立陶宛（AGATA）                          | 5         |
| 馬來西亞（馬來西亞唱片業協會）           | 17        |
| 荷兰（百强单曲榜）                       | 30        |
| 紐西蘭（新西兰唱片音乐协会）             | 13        |
| 挪威（世界之路榜單）                     | 17        |
| 葡萄牙（葡萄牙唱片業協會单曲榜）         | 16        |
| 羅馬尼亞（電台百強榜）                   | 46        |
| 蘇格蘭（官方榜单公司單曲榜）             | 57        |
| 新加坡（新加坡唱片業協會）               | 13        |
| 斯洛伐克（百強數位單曲榜）               | 3         |
| 西班牙（西班牙音樂製作協會）             | 99        |
| 瑞典（瑞典最熱榜）                       | 27        |
| 瑞士（瑞士热门音乐榜）                   | 16        |
| 英國（官方榜单公司單曲榜）               | 10        |
| 英國（官方榜单公司節奏藍調榜）           | 3         |
| 美国（《告示牌》百大單曲榜）             | 1         |
| 美國（《告示牌》Adult Pop Airplay）      | 32        |
| 美國（《告示牌》Dance/Mix Show Airplay） | 3         |
| 美國（《告示牌》Hot R&B/Hip-Hop Songs）  | 1         |
| 美國（《告示牌》Pop Airplay）            | 5         |
| 美國（《告示牌》Rhythmic Songs）         | 1         |
| 美國（《滾石》百強單曲榜）               | 1         |

| 榜單（2020年）                        | 排名 |
| ------------------------------------- | ---- |
| 加拿大（加拿大百強單曲榜）            | 41   |
| 美國（《告示牌》百強單曲榜）          | 28   |
| 美國（《告示牌》舞曲/混音電台榜）     | 46   |
| 美國（《告示牌》熱門藍調/嘻哈歌曲榜） | 11   |
| 美國（《告示牌》主流四十強單曲榜）    | 23   |
| 美國（《告示牌》節奏單曲榜）          | 14   |

## 認證
| 地區                     | 认证 | 认证单位/销量 |
| ------------------------ | ---- | ------------- |
| 加拿大（加拿大音乐协会） | 白金 | 80,000‡       |
| 美国（美國唱片業協會）   | 白金 | 1,000,000‡    |
| ‡僅含認證的+實際銷量     |      |               |

## 發行歷史
| 地區   | 日期           | 形式            | 廠牌      | 來源   |
| ------ | -------------- | --------------- | --------- | ------ |
| 多國   | 2019年11月27日 | 線上下載 流媒体 | XO 聯眾   | [ 82 ] |
| 澳洲   | 2019年11月29日 | 當代流行電台    | 環球 聯眾 | [ 83 ] |
| 意大利 | 2019年11月29日 | 當代流行電台    | 環球      | [ 84 ] |
| 英國   | 2019年11月29日 | 當代流行電台    | XO 聯眾   | [ 85 ] |
| 英國   | 2019年11月29日 | 城市當代電台    | XO 聯眾   | [ 86 ] |
| 美國   | 2019年12月3日  | 當代流行電台    | XO 聯眾   | [ 87 ] |
| 美國   | 2019年12月3日  | 當代節奏電台    | XO 聯眾   | [ 88 ] |

## 資料來源
1. ↑  Staff, Billboard. . Billboard. 2019-12-03  [2020-01-01]. （原始内容存档于2020-03-19）.
2. ↑  . YouTube Music.   [2019-11-26]. （原始内容存档于2019-11-26）.
3. ↑  . 正东音像制品贸易（上海）有限公司.   [2024-07-05]. （原始内容存档于2024-07-05） （中文（简体））.
4. ↑  Guerra, Bruno. . Rap 24 Horas. 2019-11-25  [2019-11-27]. （原始内容存档于2020-03-22）.
5. ↑  . HotNewHipHop.   [2019-11-27]. （原始内容存档于2020-03-22）.
6. ↑  . 2019-11-26  [2019-11-27]. （原始内容存档于2020-03-22）.
7. 1 2  . The Weeknd Shop.   [2019-12-02]. （原始内容存档于2019-12-03）.
8. 1 2  . Tidal.   [2019-12-01]. （原始内容存档于2019-12-10）.
9. ↑  . Pitchfork.   [2020-03-23]. （原始内容存档于2020-03-23）.
10. ↑  . NME. 2018-11-27  [2019-11-26]. （原始内容存档于2019-06-30）.
11. ↑  . NME. 2019-08-07  [2019-11-26]. （原始内容存档于2019-12-18）.
12. ↑  . Rap-Up.   [2019-11-26]. （原始内容存档于2019-11-28）.
13. ↑  . Rap-Up.   [2019-11-25]. （原始内容存档于2019-11-27）.
14. ↑  . Exclaim.   [2019-11-26]. （原始内容存档于2020-03-20）.
15. ↑  . Instagram.   [2019-12-01]. （原始内容存档于2019-11-26）.
16. ↑  . Highsnobiety. 2020-02-20  [2020-02-20]. （原始内容存档于2023-12-07）.
17. ↑  . EsquireME.   [2019-12-01]. （原始内容存档于2019-12-24）.
18. ↑  . Complex.   [2019-12-18]. （原始内容存档于2020-02-20）.
19. ↑  McDuffie, Candace. . Entertainment Weekly. 2020-03-06  [2020-03-24]. （原始内容存档于2020-03-17）.
20. ↑  . Billboard.   [2019-12-16]. （原始内容存档于2020-03-21）.
21. ↑  . Billboard.   [2019-12-16]. （原始内容存档于2020-01-16）.
22. ↑  . Billboard.   [2019-12-16]. （原始内容存档于2019-12-16）.
23. ↑  . Rolling Stone. 2019-12-02  [2019-12-03]. （原始内容存档于2019-12-23）.
24. ↑  . Rolling Stone. 2019-12-10  [2019-12-11]. （原始内容存档于2020-01-02）.
25. ↑  @JonathanJossel.  (推文). 2019-11-28  [2019-12-26] –Twitter.
26. ↑  @TheWeeknd.  (推文). 2019-12-02  [2019-12-02] –Twitter.
27. ↑  @TheWeeknd.  (推文). 2019-12-03  [2019-12-03] –Twitter.
28. ↑  . Pitchfork.   [2019-12-29]. （原始内容存档于2019-12-26） （英语）.
29. ↑  . Rap-Up.   [2019-12-29]. （原始内容存档于2019-12-23） （美国英语）.
30. ↑  . Pitchfork.   [2019-12-03]. （原始内容存档于2020-02-20）.
31. ↑  Zemler, Emily; Zemler, Emily. . Rolling Stone. 2019-12-06  [2019-12-29]. （原始内容存档于2019-12-25） （美国英语）.
32. ↑  . Australian Recording Industry Association.   [2020-12-06]. （原始内容存档于2020-12-06）.
33. ↑  . Australian Recording Industry Association.   [2020-12-06]. （原始内容存档于2020-12-06）.
34. ↑  "Austriancharts.at – The Weeknd – Heartless". Ö3 Austria Top 40.  [2019-12-12]. （德語）.
35. ↑  "Ultratop.be – The Weeknd – Heartless". Ultratop 50.   [2019-12-07]. （荷蘭語）.
36. ↑  "Ultratop.be – The Weeknd – Heartless". Ultratip.  [2019-12-14]. （法語）.
37. ↑  "The Weeknd Chart History (Canadian Hot 100)". Billboard.  [2019-12-10].（英語）.
38. ↑  "The Weeknd Chart History (Canada CHR/Top 40)". Billboard.  [2020-03-03].（英語）.
39. ↑  "The Weeknd Chart History (Canada Hot AC)". Billboard.  [2020-03-09].（英語）.
40. ↑  . IFPI Czech Republic.   [2022-02-20]. （原始内容存档于2022-02-20） （捷克语）.
41. ↑  . IFPI Czech Republic.   [2022-01-29]. （原始内容存档于2022-01-29） （捷克语）.
42. ↑  "The Weeknd: Heartless". Musiikkituottajat.  [2019-12-08].（芬蘭語）.
43. ↑  . Syndicat National de l'Édition Phonographique.   [2019-12-24]. （原始内容存档于2020-03-22） （法语）.
44. ↑  "The Weeknd – Heartless". GfK Entertainment charts.  Retrieved 2019-12-06.  （德語）.
45. ↑  . IFPI Greece.   [2019-12-09]. （原始内容存档于2019-04-17）.
46. ↑  "Archívum – Slágerlisták – MAHASZ". Single Top 40 slágerlista. Magyar Hanglemezkiadók Szövetsége.  [2019-12-12].  （匈牙利語）.
47. ↑  "Archívum – Slágerlisták – MAHASZ". Stream Top 40 slágerlista. Magyar Hanglemezkiadók Szövetsége.  [2019-12-12].  （匈牙利語）.
48. ↑  White, Jack. . Official Charts Company. 2019-12-06  [2019-12-07]. （原始内容存档于2019-12-24）.
49. ↑  . Federazione Industria Musicale Italiana.   [2019-12-07]. （原始内容存档于2019-02-05） （意大利语）.
50. ↑  . LAIPA. 2019-12-06  [2019-12-14]. （原始内容存档于2019-12-06） （拉脱维亚语）.
51. ↑  . The Official Lebanese Top 20.   [2020-02-01]. （原始内容存档于2015-04-05）.
52. ↑  . AGATA. 2019-12-06  [2019-12-06]. （原始内容存档于2020-03-10） （立陶宛语）.
53. ↑  . Recording Industry Association of Malaysia. Recording Industry Association of Malaysia.   [2019-12-15]. （原始内容存档于2020-03-22） （英语）.
54. ↑  "Dutchcharts.nl – The Weeknd – Heartless". Single Top 100.  [2019-12-07].（荷蘭語）.
55. ↑  . Recorded Music NZ. 2019-12-09  [2019-12-07]. （原始内容存档于2020-02-04）.
56. ↑  . VG-lista.   [2019-12-07]. （原始内容存档于2019-12-06）.
57. ↑  "Portuguesecharts.com – The Weeknd – Heartless". AFP Top 100 Singles.  [2019-12-15].（英語）.
58. ↑  . Media Forest. Kiss FM（英语：Kiss FM (Romania)）. 2019-12-22  [2019-12-23]. （原始内容存档于2019-12-23） （罗马尼亚语）.
59. ↑  "Official Scottish Singles Sales Chart Top 100". Official Charts Company.  [2019-12-07].（英語）.
60. ↑  . Recording Industry Association (Singapore).   [2020-03-26]. （原始内容存档于2019-12-10）.
61. ↑  . IFPI Czech Republic.   [2021-10-16]. （原始内容存档于2021-10-16） （捷克语）.
62. ↑  . Productores de Música de España.   [2019-12-12]. （原始内容存档于2019-12-17）.
63. ↑  . Sverigetopplistan.   [2019-12-07]. （原始内容存档于2019-12-04）.
64. ↑  "Swisscharts.com – The Weeknd – Heartless". Swiss Singles Chart.  [2019-12-09].（英語）.
65. ↑  "Official Singles Chart Top 100". Official Charts Company.  [2019-12-07].（英語）.
66. ↑  "Archive Chart: 20191206" UK R&B Chart.  [2019-12-07].（英語）.
67. ↑  "The Weeknd Chart History (Hot 100)". Billboard.  [2019-12-10].（英語）.
68. ↑  "The Weeknd Chart History (Adult Pop Songs)". Billboard.   [2020-03-24].（英語）.
69. ↑  "The Weeknd Chart History (Dance Mix/Show Airplay)". Billboard.  [2020-03-16].（英語）.
70. ↑  "The Weeknd Chart History (Hot R&B/Hip-Hop Songs)". Billboard.   [2019-12-10].（英語）.
71. ↑  "The Weeknd Chart History (Pop Songs)". Billboard.  [2020-03-03].（英語）.
72. ↑  "The Weeknd Chart History (Rhythmic)". Billboard.  [2020-02-04].（英語）.
73. ↑  . Rolling Stone. 2019-12-05  [2019-12-11]. （原始内容存档于2019-12-10）.
74. ↑  . Billboard.   [2020-12-06]. （原始内容存档于2020-12-06） （英语）.
75. ↑  . Billboard.   [2020-12-03]. （原始内容存档于2020-12-03） （英语）.
76. ↑  . Billboard.   [2020-12-06]. （原始内容存档于2020-12-06） （英语）.
77. ↑  . Billboard.   [2020-12-06]. （原始内容存档于2020-12-06） （英语）.
78. ↑  . Billboard.   [2020-12-06]. （原始内容存档于2020-12-06） （英语）.
79. ↑  . Billboard.   [2020-12-06]. （原始内容存档于2020-12-06） （英语）.
80. ↑  . Music Canada.   [2020-03-01] （英语）.
81. ↑  . Recording Industry Association of America.   [2020-03-20] （英语）.
82. ↑  . Hiphop-n-more.   [2019-11-26]. （原始内容存档于2020-03-22）.
83. ↑  . The Music Network.   [2019-12-03]. （原始内容存档于2019-12-03）.
84. ↑  . Radio Date.   [2019-12-03]. （原始内容存档于2019-12-03）.
85. ↑  . BBC.   [2019-12-03]. （原始内容存档于2019-11-29）.
86. ↑  . BBC.   [2019-12-04]. （原始内容存档于2019-11-29）.
87. ↑  . All Access. 2019-12-03  [2019-12-03]. （原始内容存档于2019-12-01）.
88. ↑  . All Access Music Group. 2019-12-03  [2019-11-27]. （原始内容存档于2019-11-27）.

## 外部連結
- YouTube上的无情（音頻）
- YouTube上的无情（豎版歌詞錄影帶）
- YouTube上的无情（音樂錄影帶）